# دیلا خانم
دیلا خانم (به ترکی استانبولی: Dila Hanım) عنوان مجموعه‌ای تلویزیونی ساخت کشور ترکیه با بازی ارکان پتککایا، خدیجه شندیل و نجیپ ممیلی است که نخستین قسمت از این مجموعه در سال ۲۰۱۲ از شبکه استار تی‌وی ترکیه پخش شد.

## خلاصه داستان
شوهر دیلا در یک حادثه کشته می‌شود و دیلا بدون آن که بداند رضا قاتل همسرش است، عاشق او می‌شود و این آغاز ماجراست.

## بازیگران
| بازیگر        | نقش  |
| ------------- | ---- |
| ارکان پتک‌کایا | رضا  |
| خدیجه شندیل   | دیلا |
| نجیپ ممیلی    | آذر  |